# Північний мельбурнський інститут
Північний мельбурнський інститут розташований у північному передмісті Мельбурна, Вікторія, Австралія. Інститут має шість міських кампусів у Престоні, Коллінгвуді, Еппінгу, Файєрфілді, Грінсборо та Гейдельбергу, заміський кампус в Арараті й навчальні бази в Еден Парку, Ян Єні й Кинетоні.

## Факультети
| Факультет                    | Навчальні підрозділи |
| ---------------------------- | --- |
| Мистецтво та соціальні науки | - Охорона здоров’я та суспільні науки - Мистецтво - Образотворче мистецтво                                                    |
| Будівництво та інженерія     | - Будівельні структури і служби - Дизайн та інтер’єр                                                                          |
| Бізнес                       | - Бізнес-центр - Комерція - Інформаційні технології - Офісний менеджмент - Спортивний менеджмент - Навчально-виробничий центр |
| Природничі науки             | - Ботаніка, зоологія |
| Механіка                     | - Комп’ютерні системи, електротехнології - Механічне виробництво                                                              |
| Загальна освіта              | - Фундаментальні науки - Проблеми працевлаштування - Молодіжний підрозділ                                                     |
| Туризм, послуги              | - Краса - Кулінарія - Фітнес - Стилізм - Готельна справа - Масаж - Медицина - Туризм                                          |

## Відомі випускники
- Рон Барассі – австралійський футболіст і тренер
- Джон Фейн – кореспондент ABC
- Філ Гозенродер - музикант
- Жасмін Рае – співачка кантрі
- Френк Вілкс – політик, лідер фракції лейбористів у парламенті Вікторії